# Ак-Кыя (Кочкорский район)
Ак-Кыя  (кирг. Ак-Кыя, также Ак кыя или Ак-кыя) — высокогорное село Кочкорского района. Центр Сары-Булакского аильного округа в Нарынской области Кыргызской Республики.
Расположено в районе ожидаемых землетрясений II-категории опасности с балльностью 5-7
Население в 2009 году составляло 623 человека.
Жители Кара-Саз занимаются, в основном, сельским хозяйством. В селе размещена высоковольтная подстанция Нарынского филиала ОАО «Национальная электрическая сеть Кыргызстана».